# Jonas Rivera
Jonas Rivera (Castro Valley, 2 maggio 1971) è un produttore cinematografico statunitense, lavora nel campo dell'animazione per i Pixar Animation Studios dal 1994.

## Filmografia
- Le avventure del piccolo tostapane (1987) (produttore)
- Chi ha incastrato Roger Rabbit (1988) (produttore)
- Oliver & Company (1988) (manager produzione)
- Bianca e Bernie nella terra dei canguri (1990) (produttore)
- Nightmare Before Christmas (1993) (produttore)
- Toy Story (1995) (assistenze produzione)
- James e la pesca gigante (1996) (produttore)
- Il piccolo tostapane va su Marte (1998) (manager dipartimento artistico)
- A Bug’s Life (1998) (coordinatore dipartimento artistico)
- Toy Story 2 (1999) (risorse creative e marketing)
- Monsters, Inc. (2001) (manager dipartimento artistico)
- Alla ricerca di Nemo (2003) (produttore)
- Polar Express (2004) (produttore)
- Cars (2006) (manager produzione, voce)
- Up, regia di Pete Docter (2009) (produttore)
- George e A.J. (2009) (produttore esecutivo)
- Inside Out, regia di Pete Docter (2015) (produttore)
- Toy Story 4, regia di Josh Cooley (2019) (produttore)
- Soul (2020) (sviluppo produttore)

## Riconoscimenti
- Premio Oscar
  - 2010 – Candidatura come miglior film per Up
  - 2016 – Miglior film d'animazione per Inside Out
  - 2020 – Miglior film d'animazione per Toy Story 4